# Ralph Vaughan Williams
Ralph Vaughan Williams (født 12. oktober 1872, død 26. august 1958) var en engelsk komponist og pionér inden for folkemusik.
Både hans vokal- og instrumentalværker er skrevet i et flydende, sangagtigt formsprog, der er påvirket af folkemusikken.
Han skrev mange værker for amatører og blev af mange anset for at være en faderskikkelse i engelsk musik fra 1930'erne til sin død.
Har bl.a. skrevet:
Seks operaer:
- The Pilgrim's Progress
- Sir John in Love

Fem balletter:
- Job

Ni symfonier:
- Symfoni nr. 1 "En havsymfoni" (1909) - for orkester
- Symfoni nr. 2 "En London Symfoni" (1914, Rev. 1920 og 1936) - for orkester
- Symfoni nr. 3 "En Pastorale Symfoni" (1921) - for orkester
- Symfoni nr. 4 (1934-1935) (med "tyske tonegange" og Bach-motivet) - for orkester
- Symfoni nr. 5 (1943) - for orkester
- Symfoni nr. 6 (1947, Rev. 1950) - for orkester
- Symfoni nr. 7 "Symfoni Antarktis" (1952) - for fortæller, 2 sopraner og orkester
- Symfoni nr. 8 (1955) - for orkester
- Symfoni nr. 9 (1958) - for orkester
- "Thomas Tallis Fantasi" Partita (1910-1919) - for dobbelt strygeorkester
- "English Folk Songs suite" (1923) - for orkester
- "Norfolk Rapsodi" (1905-1906) - for orkester

25 korværker:
- Sancta civitas
- Five Tudor Portraits
- Dona nobis pacem
- Serenade to Music
- Messe i g-mol

65 sange:
- Linden Lea
- Silent Noon "The House of Life" (1903)

Sangcyklusser:
- Songs of Travel
- Ten Blake Songs
- Fantasia on a Theme of Thomas Tallis (1910)